# Киуру, Алеся
Алеся Ки́уру (эст. Alesja Kiuru; 1 августа 2008, Кохтла-Ярве, Эстония) — эстонская футболистка, защитник клуба «Флора» из Таллина и женской сборной Эстонии U19. Может играть на позиции полузащитника, обладатель Кубка Эстонии.

## Карьера

### Клубная
Родилась и училась в Кохтла-Ярве, а с 2024 года учится в Таллинской Арте гимназии. С детства играла сначала за команду «Виру Стар», первым тренером был Александр Рябчун, а потом в чемпионатах Эстонии за йыхвиский футбольный клуб «Феникс». 29 апреля 2023 года дебютировала в женской второй лиге Эстонии за «Феникс», а 29 июля забила свой первый гол за йыхвискую команду. В феврале 2025 года была отдана в аренду таллинскому клубу «Флора». 28 марта дебютировала за столичную команду в высшей лиге Эстонии, выйдя на замену на 86 минуте. В мае с «Флорой» стала обладателем Кубка Эстонии.

### В сборной

#### Молодёжные сборные
C 2022 по 2025 год играла за сборную Эстонии U15 и U17. В 2023 году со сборной Эстонии U17 выиграла Балтийский турнир, а в 2024 году завоевала серебряные медали. В мае 2025 года вызвана в состав сборной U19.

## Достижения

### Флора
- Обладатель Кубка Эстонии (1): 2024/25

### Сборная Эстонии U17
- Победитель женского Балтийского турнира (1): 2023